# Together: juntos hasta la muerte
Together: juntos hasta la muerte (cuyo título original es "Together") es una película de horror sobrenatural y corporal dirigida por Michael Shanks en su debut direccional. Está protagonizada por el matrimonio en la vida real entre los actores Allison Brie y Dave Franco. En la trama principal de la película una pareja que se muda recientemente a una casa en un campo se encuentra con una fuerza que pone en peligro su bienestar cuando comienza a generarles deformaciones en sus cuerpos.
Tras haber recibido una positiva proyección a principios del 2025, la distribuidora Neon confirmó su distribución global empezando en los Estados Unidos el 30 de julio del 2025.

## Argumento
Durante una búsqueda colectiva de una pareja perdida en un bosque cerca de un pequeño pueblo rural, un par de perros se adentran en una cueva subterránea donde los dos beben agua de un cenote. Horas después, el granjero dueño de los perros los revisa cuando los escucha haciendo ruidos extraños, descubriendo que los dos animales se han fusionado.  
Mientras tanto, Tim Brassington y Millie Wilson son una pareja que llevan saliendo desde hace varios años y se preparan para una mudanza al campo gracias a una oferta de trabajo de Millie. No obstante, Tim no se siente seguro de querer mudarse debido a que aun aspira a convertirse en músico y se comienza a cuestionar sí debería seguir con Millie. Sus dudas quedan evidenciadas cuando titubea al recibir una propuesta de matrimonio por parte de Millie en una fiesta delante de todos sus amigos, lo que la avergüenza. Tras completar la mudanza, Tim encuentra a un rey rata en una de las lámparas de techo, mientras que Millie en la escuela donde trabaja se hace amiga de un colega llamado Jaime, quien le sugiere que realice una excursión en el bosque junto a su novio. 
Esa misma tarde Millie y Tim exploran el bosque, pero cuando comienza a llover los dos se pierden al adentrarse a un camino marcado por campanas con un símbolo extraño y ambos acaban atrapados en la cueva subterránea con el cenote. Lugar dónde ven otra campana más grande y restos de sillas de madera en las paredes y el suelo. Al decidirse pasar la noche allí hasta que la tormenta pare, Tim bebe un poco del agua del cenote debido a que no trajo suficiente agua y posteriormente le confiesa a su novia que la experiencia con el rey rata le recordó a un traumático recuerdo de su infancia en el que encontró a su demente madre acostada en la cama junto al fétido cadáver de su padre.   
Al día siguiente la pareja descubre que sus piernas están pegadas por un extraño líquido y aunque les duele separarse, los dos creen que se trata de moho, salen de la cueva y regresan a casa. Tim entonces, comienza a experimentar extraños trances en los que se siente físicamente atraído por Millie y llega a un punto extremo cuando al intentar bañarse, pierde la movilidad de su cuerpo. Tim va con un médico que sospecha son episodios de ansiedad y le receta relajantes musculares además de revelarle que en la zona muchas parejas se pierden. Más tarde Millie y Tim reciben la visita de Jaime, quien pasa un rato con ellos y cuando escucha la anécdota de la cueva, el revela que antes era una iglesia donde se reunía un culto y que acabó derrumbada por culpa del clima de la zona. Después de que Jaime se va, Tim vuelve a perder el control y besa apasionadamente a su novia para la confusión y frustración de la chica después de que Tim despierta del trance y la rechaza.
Tim se prepara para regresar a la ciudad por un compromiso con su banda, Millie le sugiere que se quede uno o dos días para despejar su mente, llegando incluso a descartarlo del almuerzo junto a sus padres en una visita con ellos el domingo, por lo que se va a su trabajo. Pero cuando Tim se queda solo en la estación de trenes, el vuelve a experimentar otro de sus episodios y camina hasta la escuela donde se ve con Millie y los dos acaban teniendo relaciones dentro del baño de los niños. Cuando los dos quieren separarse, ambos notan que sus genitales están pegados y son casi descubiertos por Jaime, quien fue notificado por uno de los niños que escuchó lo ocurrido. Tras lograr separarse, Millie pretende que solo necesitaba usar el baño con urgencia y una vez que Jaime se va este ve que Millie no estaba sola.  
Molesta por lo sucedido Millie visita a Jaime en su casa para disculparse por el incidente y acaba confesando sus problemas de pareja con él. Jaime le habla sobre una teoría de Platón que los seres humanos antes eran un ser más complejo antes de haber sido separados en dos entidades así como confesar que antes estuvo casado. Jaime entonces intenta mostrarle su vídeo de bodas, pero una apenada Millie se despide y olvida accidentalmente sus llaves cuando ve que Tim está fuera de la casa, esperándola. Más tarde Tim investiga la pareja local desaparecida, Simón y Carrie, al revisar la localización del último lugar donde fueron vistos, comprende que es la misma cueva en la que estuvo con Millie. Tim presencia como una inconsciente Millie sufrir de los mismos episodios violentos de atracción física que él por lo que no tiene otra elección que levantarla con un golpe. Pese a que Tim, intenta explicar lo que les pasa, Millie no le cree y sugiere que los dos duerman en camas separadas a lo que un renuente Tim acepta. 
Para cuando Tim se va a dormir este mira horrorizado como él y Millie son atraídos mutuamente como si fueran imanes aun contra su voluntad y sus brazos comienzan a fusionarse. Tim sugiere que ambos se tomen tantas pastillas relajantes como puedan para deshacer la fusión antes de quedar inconsciente por los efectos de las pastillas. Al recobrar la consciencia Tim ve como Millie lo ata a una silla y corta sus brazos aun fusionados con una sierra eléctrica. 
Millie entonces se prepara para conducir al hospital pero, al recordar que olvidó sus llaves en la casa de Jaime ella ingresa a la casa solo para ver una grabación donde se lleva a cabo una ceremonia nupcial en una iglesia donde un joven Jaime y su esposo participan. Jaime entonces aparece para revelar que es un miembro del culto y que ella debe completar la fusión con Tim, Jaime entonces le corta su brazo con unas cuchillas ocultas en sus anillos de boda lo que fuerza a Millie a noquearlo exponiendo que Jaime es el resultado de una fusión con su esposo. Tim por su parte va de nuevo a la cueva con la esperanza de encontrar una solución a su problema pero solo termina encontrando un mural que exhibe a una especie de figura con cuatro brazos y se encuentra con los desaparecidos Simón y Carrie que ahora son una deforme criatura fusionada que suplican por ayuda. Tim les quita una navaja clavada en su cuello y huye de regreso con Millie. 
De vuelta a su hogar Millie advierte que no se deben volver a tocar para no fusionarse a lo que Tim propone suicidarse con tal de darle la oportunidad a Millie de escapar, pero nota que Millie se está desangrando mientras que ella usa sus últimas fuerzas para pedirle que escape y se salve el mismo. Sin más elección Tim permite que sus brazos se fusionen, sellando la herida. Tim reafirma su amor por Millie, aceptando fusionarse con ella para estar juntos por siempre y tras poner el disco preferido de Millie de las Spice Girls, los dos se dejan fusionar al ritmo de la canción Two Become One. 
El domingo, los padres de Millie llegan de visita, pero quien los recibe es una persona andrógina, producto de la fusión armoniosa entre Tim y Millie.

## Elenco
- Alison Brie como Millie
- Dave Franco como Tim.
- Damon Harriman como Jaime
- Mia Morrisey como Cath
- Jack Kenny como Luke.
- Sunny S. Waila.

## Producción
En febrero de 2024, Dave Franco y Alison Brie se unieron al proyecto en el que Michael Shanks haría su debut direccional con un guion que él mismo escribió. Por otra parte, las productoras 30West, Tango Enterteinment y Picturestart produjeron y financiaron la película.
Luego de ser exhibida durante la sesión Midnight del festival de cine Sundance 2025 el 26 de enero del 2025, el boca en boca positivo, seguido de su estreno, generó el interés de varias distribuidoras como A24, Neon, Apple TV+, Focus Features, Searchlight Pictures, Mubi y Amazon MGM Studios. Neon al final se hizo con los derechos de distribución globales, con una inversión de 17 millones de dólares, siendo esa la primera gran venta en el festival de cine Sundance del 2025. Su estreno oficial tuvo lugar en Australia para el festival de cine en Sídney el 4 de junio del mismo año, y terminó por formar parte de la competencia oficial del festival.

### Controversia
En mayo del 2025, Shanks, Brie, Franco, la agencia de talento Endeavor y Neon fueron demandados en un alegato por infringimiento de derechos de autor de la película de 2023 «Better Half» por el escritor y director Patrick Henry Phelan, su compañía productora StudioFest fue el actor en la demanda. De acuerdo con el alegato, ‹Better Half› fue ofrecida a Brie y Franco en agosto de 2020, pero fue rechazado por ambos actores para producirla ellos mismos y fue que buscaron contratar a un escritor para el material, afirmaciones sobre las supuestas similitudes entre las dos películas también se realizaron.

## Distribución y promoción
A diferencia de su estreno en Estados Unidos, Together será distribuida por Diamonds Films para México y otros países de América Latina el 30 de julio del 2025. Para España la cinta tiene programado su estreno para el 31 de octubre por parte de la división española de la misma distribuidora en Latinoamérica.
El primer póster de la película junto con un tráiler oficial se publicaron por primera vez desde finales de abril del 2025. Inicialmente agendada para ser estrenada el 1 de agosto del 2025 en los estados unidos. Su fecha fue adelantada por días para quedar el 30 de julio mientras que para su estreno en Australia se tiene previsto que suceda el 31 de julio.

## Recepción

### Críticas
Después de su estreno a principios de 2025 en el festival de Sundance, múltiples críticos le dieron a la película una calificación positiva con varios alabando las actuaciones de Brie y Franco así como los temas explorados en la cinta y sus elementos de horror.
En su crítica para "Awards Watch" Tyler Doster le dio a la película una calificación de A- y escribió en su reseña: "Contratar a la pareja de la vida real Brie y Franco da frutos, incluso en los momentos de rareza aún posee un brillo de ternura que la pareja alguna vez sintió el uno por el otro. De forma parecida Preston Barta de Denton Record-Chronicle le dio a la película un 4.5/5 afirmando: "Los aspectos de horror te pueden atraer, pero es la profunda exploración de amor, identidad y la mera esencia de compañerismo en medio del caos lo que le da a la película su poder de permanencia 'Together' es un inesperado regalo de horror." En su reseña para "austin chronicle" Richard Whittaker de igual manera adulo la dirección de Shanks así como las actuaciones de los protagonistas, diciendo: "este es de hecho, un terror de relaciones adultas, y no necesariamente debido a un poco de sexualidad gráfica. Es debido al guion del escritor/director Shanks que no teme mirar directamente a esas fases transicionales de una relación, donde las únicas opciones son cortar o huir o acercarte más de lo que esperas.